# Vithimiris
Vithimiris (auch Withimer, Visimar, Vithimir) war ein rex der Greutungen um 375/376.
Vithimiris wird nur in den Res gestae des spätantiken Geschichtsschreibers Ammianus Marcellinus erwähnt, der sein Werk aber zeitnah zu den behandelten Ereignissen verfasste. Vithimiris wurde nach dem Tod Ermanarichs (eine Verwandtschaft scheint zweifelhaft) im Jahre 375 ein Anführer der Greutungen. Er kämpfte gegen die mit den Hunnen verbündeten Alanen und starb nach einigen Kämpfen.
Jordanes berichtete in den 551 entstandenen Getica von einem Vinitharius als Nachfolger Ermanarichs. Dieser sei nach einiger Zeit im Kampf mit den Hunnen getötet worden. In der Forschung wird Vinitharius oft mit Vithimiris gleichgesetzt, was aber nicht unproblematisch ist.